# Josef Leonz Schmid junior
Josef Leonz Schmid (* 30. November 1854 in Baar ZG; † 10. Mai 1913 ebenda) war ein Schweizer Politiker (katholisch-konservativ).
Josef Leonz Schmid war Rechtsanwalt und katholisch-konservativer Gemeinde- und Kantonspolitiker sowie von 1883 bis 1886 und 1909 bis 1913 Vertreter des Kantons Zug im Ständerat.
Ab 1885 baute er die von seinem Vater entdeckten Höllgrotten zur Touristenattraktion aus. Von 1892 bis 1913 war er Bankrat der Zuger Kantonalbank, von 1896 bis 1902 Verwaltungsrat der Schweizerischen Nordostbahn und von 1900 bis 1913 Verwaltungsrat der SBB.